# Yoshida-jinja

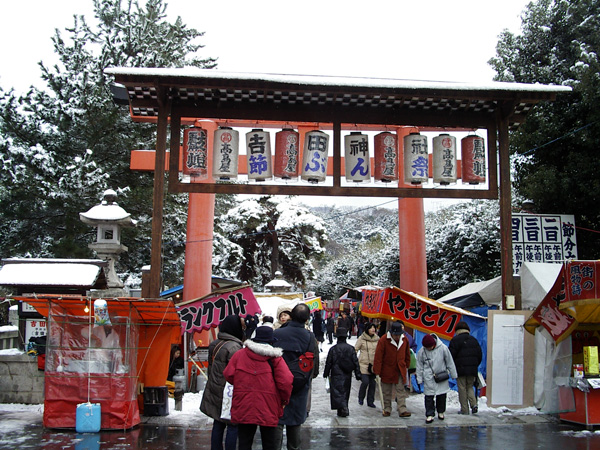
La fête du Setsubun qui se tient chaque année du 2 au 4 février au Yoshida-jinja depuis l'époque de Muromachi est très populaire.

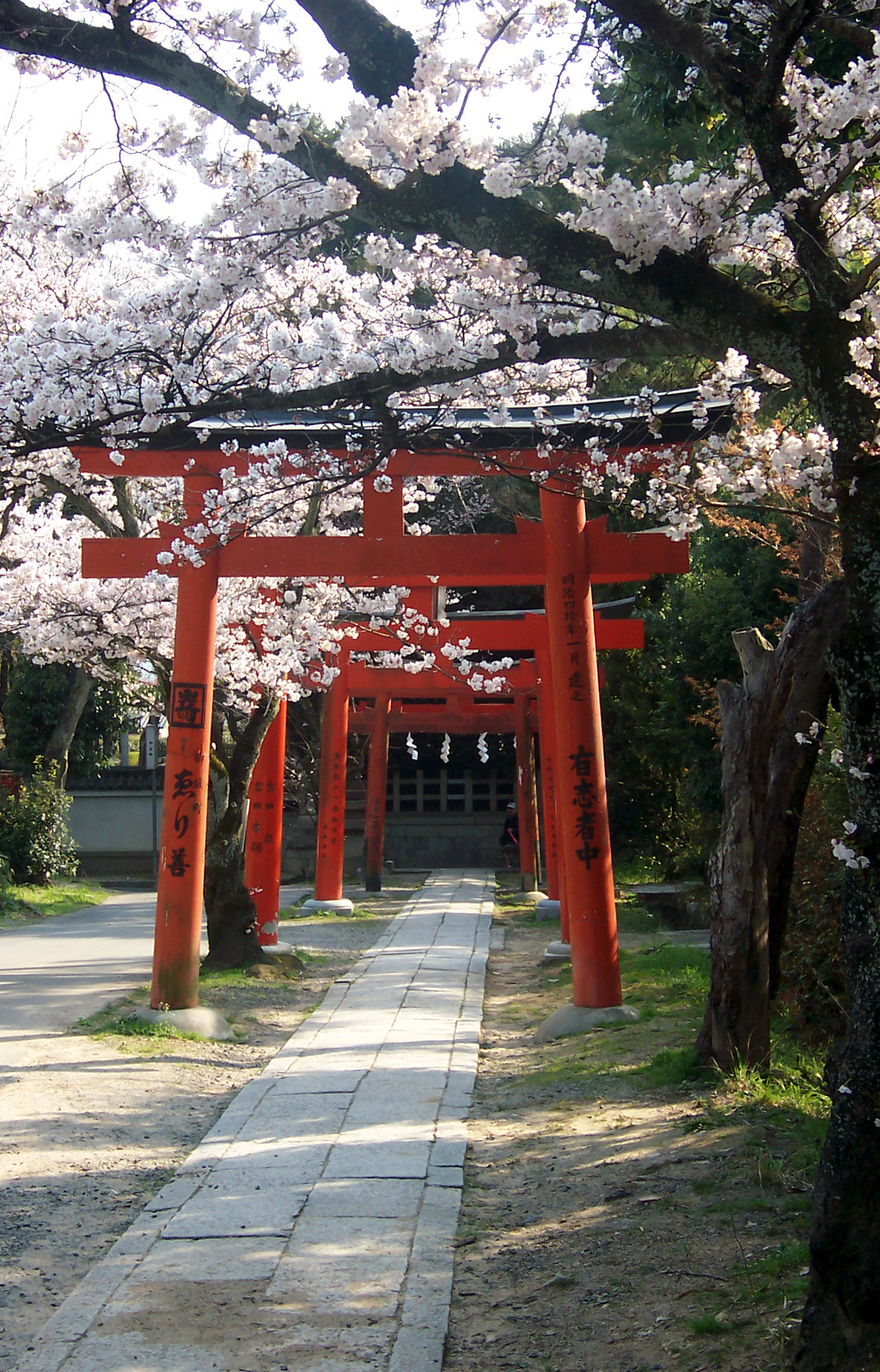
Le torii du Yoshida-jinja à l'époque de la floraison des cerisiers.

Le Yoshida-jinja (吉田神社) est un sanctuaire shinto situé dans la partie orientale du district de Sakyo-ku à Kyoto au Japon. Situé au pied de la montagne Yoshida, partie des montagnes de Higashiyama, le sanctuaire, fondé en 859 au cours de l'époque de Heian par la famille Fujiwara, est entouré par une profonde forêt.

## Histoire
Le sanctuaire bénéficie du patronage impérial au début de l'époque de Heian. En 965, l'empereur Murakami ordonne que des messagers impériaux soient envoyés aux kamis gardiens du Japon pour les informer des événements importants. Ces heihaku sont d'abord présentés à seize sanctuaires et en 991 l'empereur Ichijō ajoute trois autres sanctuaires à la liste de Murakami dont le Yoshida-jinja.
Selon l'Eiga monogatari, Anshi, épouse de l'empereur Murakami est incinérée et enterrée en 964 près du Yoshida-jinja.
De 1871 jusqu'en 1946, le Yoshida-jinja est officiellement désigné comme un des kanpei-chūsha (官幣中社), ce qui signifie qu'il se trouve au deuxième rang des sanctuaires soutenus par l'État. 
Dans la seconde moitié du XVe siècle, le prêtre et lettré Yoshida Kanetomo (1435-1511, de l'ancienne famille de devins à la cour impériale) fonde au sanctuaire un courant particulier du shinto, le shinto Yoshida. Le Yoshida-shinto exerce bientôt une telle influence au Japon que le Yoshida-jinja reçoit pendant plusieurs siècles du tennō le droit exclusif d'accorder des permis d'exercice de la prêtrise shinto. Bien qu'ils ne soient pas nécessairement une condition préalable à l'exercice d'activités sacerdotales dans un temple shintoïste, ceux-ci sont populaires pour résoudre les conflits de compétence entre les experts religieux au sein de chaque communauté de sanctuaire.

## Caractéristiques
Le sanctuaire lui-même possède quelques caractéristiques architecturales : au lieu d'un heiden, il existe un simple toit mais il y a quatre honden. Pour les exercices spirituels spécifiques du prêtre, il y a le gyōjishō-ya.
Le lendemain du Setsubun commence au Daigen-kyū (un massha) l'expulsion de Uji-kata-yagi-no-yamai-gami, le kami de tous les maux, dont les mauvaises pensées et intentions (tsumi), la saleté, les maladies et les accidents. Il est cependant aussi honoré dans un honden devant l'entrée duquel se trouve la « colline de la misère » (yaku-zuka) qui est reliée au honden avec huit shimenawa. Pendant l'expulsion, des sacs de fèves de soja sont jetés sur la colline.
Les prêtres du temple ont pratiqué les traditionnels rites shinto pour l'inauguration de la proche université de Kyoto. Le sanctuaire est par ailleurs réputé pour ses hamaya.